# Krystyna saska (1505–1549)
Krystyna saska (ur. 25 grudnia 1505, zm. 15 kwietnia 1549 w Kassel) – księżniczka Saksonii, oraz landgrafini Hesji, córka księcia Saksonii Jerzego Brodatego i królewny polskiej Barbary Jagiellonki. 

## Życiorys
11 grudnia 1523 w Dreźnie, wyszła za mąż za landgrafa Hesji Filipa Wielkodusznego. Małżeństwo to było małżeństwem z rozsądku, zawartym dla zachowania pokoju między Saksonią a Hesją. Filip bardzo często źle wyrażał się o żonie. W 1540 za zgodą Marcina Lutra i Filipa Melanchtona, Filip ożenił się ze swoją siedemnastoletnią kochanką Krystyną Małgorzatą von der Saale, z którą miał trójkę dzieci. Po aresztowaniu Filipa w wojnie szmakladzkiej w 1547, Krystyna wraz z najstarszym synem Wilhelmem objęła władzę w Hesji. Jako regentka państwa w razie śmierci męża, który obawiał się prześladowań wobec jego potomstwa z Małgorzatą rozkazał utworzyć Radę Regencyjną składająca się z kanclerza i Rady Państwa. Krystyna została pochowana wraz z mężem w imponującym grobowcu w kościele Świętego Marcina w Kassel.

## Potomstwo
Z małżeństwa Krystyny i Filipa pochodziło dziesięcioro dzieci:
- Agnieszka (ur. 1527, zm. 1555), żona księcia Saksonii Maurycego, a następnie księcia Saksonii-Gotha Jana Fryderyka II Średniego,
- Anna (ur. 1529, zm. 1591), żona palatyna Zweibrücken Wolfganga,
- Wilhelm IV Mądry (ur. 1532, zm. 1592), landgraf Hesji-Kassel,
- Filip Ludwik (ur. 1534, zm. 1535),
- Barbara (ur. 1536, zm. 1597), żona hrabiego Wirtembergii-Mömpelgard Jerzego, a następnie hrabiego Waldeck Daniela,
- Ludwik III (ur. 1537, zm. 1604), landgraf Hesji-Marburg,
- Elżbieta (ur. 1539, zm. 1582), żona elektora Palatynatu-Simmern Ludwika VI,
- Filip II (ur. 1541, zm. 1583), landgraf Hesji-Rheinfels,
- Krystyna (ur. 1543, zm. 1604), żona księcia Holsztynu-Gottorp Adolfa II,
- Jerzy I Pobożny (ur. 1546, zm. 1596), landgraf Hesji-Darmstadt.